# Ram Bahadur Bomjon
Ram Bahadur Bomjon (sinh ngày 9 tháng 5 năm 1989, thỉnh thoảng được gọi là Bomjan hay Banjan), cũng có tên Palden Dorje (Phật hiệu chính thức), là một nhà sư trẻ thuộc làng Ratanapuri, quận Bara, Nepal người đã thu hút sự chú ý của hàng ngàn du khách và các phương tiện truyền thông vì được cho là đã ngồi thiền định trong nhiều tháng mà không cần ăn uống, dù sự thực còn đang bị tranh cãi. Được đặt tên hiệu Cậu bé Phật, Ram Bahadur Bomjon đã bắt đầu thiền định từ ngày 16 tháng 5 năm 2005. Ram Bahadur Bomjon đột nhiên mất tích ngày 11 tháng 3 năm 2006 và tái xuất hiện ngày 25 tháng 12 năm 2006.
Theo gia đình và hàng xóm, Bomjon thường cư xử khác biệt so với những đứa trẻ bạn Bomjon, thường quan sát người khác hành lễ và cùng cầu nguyện. Bomjon sinh ra với "bản tính hoà hoãn" và không bao giờ đánh nhau hay giết hại một con vật. Khi bắt đầu lên năm Bomjon chỉ ăn thức ăn thừa, và nhịn đói nếu thức ăn thừa không còn.
Bomjon được Sombahadur Lama của Suhdha, khu 8 thuộc Ủy ban Phát triển Làng Chitwan khai đạo. Ông ta đã lưỡng lự khi cạo đầu cho Bomjon theo thông lệ Phật giáo; trong những bức ảnh Bomjon luôn xuất hiện với mái tóc rậm. Cuối kỳ học lớp của Bomjon đi tới Lumbini, nơi sinh của Phật Thích-ca Mâu-ni, nhưng thay vì quay trở về nhà cùng cả lớp Bomjon đi tới Dehradun để tiếp tục học tập.
Sau khi trở về từ Dehradun, Bomjon bị bệnh một thời gian, và khi hồi phục Bomjon đi lại hơi khập khiễng. Ngày 16 tháng 5 2005, Bomjon khuyên gia đình mình không nên giết hại súc vật hay uống rượu, sau đó bỏ đi khi mọi người đang ngủ. Gia đình đi tìm và thấy Bomjon đang ngồi thiền dưới một cây đa gần đó. Bomjon bảo mọi người trở về và đừng lo lắng. Khi mẹ Bomjon tiếp tục khuyên nhủ, Bomjon hái sáu cái lá đa đưa cho mẹ và nói "Mẹ hãy về nhà và cất kỹ những chiếc lá này. Nếu đánh mất chúng, mẹ sẽ không thể tìm thấy con. Nếu mẹ còn chúng, con sẽ luôn bên mẹ mãi mãi."
Ngày 24 tháng 7 năm 2005, Bomjon mở mắt bảo người anh gọi mình "Om Namo Buddha Gyani" ("chào mừng Phật sáng suốt". Chữ Buddha Gyani có thể không có nghĩa Phật sáng suốt mà là "người có sự hiểu biết (gyan) của Phật").

## Đức tin
Câu chuyện của Bomjon được chú ý rộng rãi bởi nó giống với một huyền thoại Phật giáo trong Jataka Nidanakatha về sự khai sáng của đức Thích-ca Mâu-ni tới mức một số người sùng đạo cho rằng Ram chính là hiện thân của Phật. Tuy nhiên, ngày 8 tháng 11 2005 Dorje đứng dậy và nói với những người xung quanh, "Nói mọi người đừng gọi tôi là Phật. Tôi không có sức mạnh của Phật. Tôi chỉ ở mức một rinpoche." Rinpoche là mức độ của một thầy giáo, điều này cho thấy Bomjon tin rằng mình đã đạt được một số thành quả khá lớn. Bomjon nói rằng mình cần thêm sáu năm thiền định nữa trước khi có thể trở thành Phật. Từ đó khách du lịch từ khắp Nepal, khách quốc tế, lũ lượt kéo tới thị trấn quê hương Bomjon hàng ngày.
Theo những môn đồ, Bomjon có thể là một Bồ tát, một người đang trên con đường đạt tới sự khai sáng toàn bộ của một đức Phật. Theo đức Thích-ca Mâu-ni trong lịch sử, từng có rất nhiều vị Phật trước Bomjon và cũng sẽ có rất nhiều vị Phật sẽ thành nữa trong tương lai. Những tuyên bố khác cho rằng Bomjon cũng có thể là hiện thân của Bồ Tát Maitreya, người kế thừa theo tiên đoán của đức Thích Ca Mâu Ni.
Có tin cho rằng mẹ Bomjon đã ngất đi khi biết rằng con trai mình ngồi thiền trong một khoảng thời gian chưa xác định. Mẹ Bomjon tên là Maya Devi Tamang, cùng họ với mẹ của đức Phật.

## Sự hoài nghi
Một người bình thường ngừng uống nước sẽ chết vì mất nước trong ba đến bốn ngày. Theo Sách kỷ lục Guinness khoảng thời gian dài nhất một người từng sống sót được mà không có nước là 18 ngày. Những người tôn sùng Bomjon cho rằng Bomjon đã sống nhiều tháng mà không cần chút nước nào. Những người hoài nghi coi khả năng sống không cần ăn uống của Bomjon là một trò lừa, trong khi những nguồn tin an ninh Nepal cho rằng số tiền thu được từ du khách rơi vào tay phe phiến loạn Maoist. Những người ủng hộ Bomjon bác bỏ những tuyên bố trên.
Theo quan sát, Bomjon không rời cái cây ít nhất là vào ban ngày, nhưng không ai được tới quá gần Bomjon. Từ khoảng 5 giờ chiều tới 5 giờ sáng, không ai được phép nhìn Bomjon, và một bức màn chắn được dựng lên. Nhiều người đã suy xét rằng Bomjon ăn và uống trong khoảng thời gian đó.
Một số tín đồ tin rằng, thậm chí nếu Ram quả thực có ăn uống vào buổi tối, khả năng ngồi gần như bất động ngày lại ngày, không cần biết tới điều kiện khí hậu xung quanh cả khi mùa đông giá rét và trong mùa gió mùa, cũng là điều đáng kinh ngạc. Những người tín đồ địa phương tuyên bố rằng các món tiền do du khách quyên cúng được dùng để đảm bảo an ninh và để quan sát đảm bảo rằng Bomjon thiền định suốt cả đêm, dù những lời tuyên bố này bị nghi ngờ rất nhiều. Ngoài vé vào cổng, nhiều loại sách, ảnh, băng cát sét cũng được bán để tuyên truyền cho Ram như một vị Phật mới.
Tháng 12 năm 2005, một ủy ban chính phủ gồm chín người do Gunjaman Lama đứng đầu đã quan sát cặn kẽ Bomjon trong 48 giờ và thấy Bomjon không hề ăn hay uống trong khoảng thời gian đó. Một cuộc ghi hình cũng đã được tiến hành để xác định điều trên. Tuy nhiên, họ không được tiến gần quá 3 mét hay xem xét các dấu hiệu sự sống của Bomjon. Một nhóm các bác sĩ theo chủ nghĩa duy lý đã tìm cách tiến hành một cuộc nghiên cứu độc lập nhưng bị ngăn cản bởi bức màn căng ra vào buổi đêm. Chính phủ Nepal đã lên kế hoạch cho một cuộc nghiên cứu khoa học sâu hơn nhưng sau này kế hoạch đã bị hủy bỏ.

## Mất tích và tái xuất hiện ở quận Bara
Sau khoảng mười tháng ngồi thiền, Bomjon đột nhiên mất tích ngày 11 tháng 3 năm 2006. Vì không có lời giải thích nào để lại nên một số người tin rằng Bomjon đã bị bắt cóc. Các tín đồ của Bomjon cho rằng có thể Bomjon đã đi sâu hơn vào trong rừng tìm một nơi yên tĩnh hơn để thiền định. Cảnh sát đã hủy bỏ việc tìm kiếm Bomjon sau khi xác nhận không có khả năng về một vụ bắt cóc. Khá ngạc nhiên, chính quyền đã phong tỏa tài khoản ngân hàng của ủy ban địa phương, vốn đã có được hơn Rs. 600.000.
Ngày 19 tháng 3, Chủ tịch của Om Namo Buddha Tapaswi Sewa Samiti (ONBTSS), Bed Bahadur Lama, và các đồng sự được cho là đã gặp Bomjon ở khoảng 3 kilômét (2 dặm) phía tây nam nơi thiền định của Bomjon. Họ kể rằng đã nói chuyện với Bomjon ba mươi phút và Bomjan đã nói "ở đây không có sự yên bình" và rằng mình sẽ quay trở lại sau sáu năm, hay khoảng năm 2011 hay 2012. Bomjon để lại lời nhắn cho cha mẹ, nói họ không nên lo lắng.
Ngày 25 tháng 12 năm 2006, những người dân tại quận Bara phát hiện ra Bomjon đang ngồi thiền. Khi được hỏi, Bomjon lặp lại lời hứa sẽ dành sáu năm cống hiến cho đạo Phật. Một làn sóng du khách mới đổ tới chiêm ngưỡng và cầu nguyện tại nơi thiền định mới của Bomjon.

## Ngồi thiền trong một cái hố
Ngày 26 tháng 3 năm 2007, tin tức lan truyền về việc Bomjon đang ngồi thiền dưới mặt đất. Nhà điều tra Rameshwor Yadav thuộc Đồn cảnh sát khu vực Nijgadh, tìm thấy Bomjon bên trong một căn phòng ngầm dưới đất, một cái hố rộng bảy feet vuông như một boongke. Yadav tả "mặt cậu khá sạch và tóc được chải kỹ". Theo ông, căn phòng đã được trát xi măng khắp xung quanh và có mái che lợp ngói. Indra Lama, một người địa phương được cử chăm sóc Bomjon từ khi cậu bắt đầu thực hiện các cuộc ngồi thiền tập trung, nói căn phòng đã được chuẩn bị theo yêu cầu của Bomjon. Ông nói "sau khi ban phước cho mọi người một tuần trước đó, cậu đã thể hiện mong muốn ngồi thiền bên dưới mặt đất; vì thế chúng tôi đã xây dựng nó.

## Giảng đạo trong rừng Halkhoriya
Ngày 2 tháng 8 năm 2007, Bomjon đã diễn thuyết trước một đám đông lớn trong rừng Halkhoriya tại quận Bara phía nam Nepal. Ủy ban Namo Buddha Tapoban, thực hiện việc chăm sóc Bomjon, đã tổ chức sự kiện này. Một thông báo về bài giảng đạo đầu tiên của cậu bé Phật đã được phát trên đài FM địa phương, và ủy ban cũng đã gọi điện thoại mời mọi người. Khoảng ba ngàn người đã tập trung để nghe Bomjon giảng. Một đoạn phim về sự kiện cũng đã được quay. Theo Aditya Sedhai, một blogger người đã viết một bài báo và chụp những bức ảnh cuộc giảng đạo, thông điệp của Bomjon là, "Cách duy nhất để chúng ta cứu vớt quốc gia này là thông qua tâm hồn". Dưới đây là bài giảng của cậu:
Giết người, bạo lực, tham danh lợi, sự giận dữ và cám dỗ đã biến thế giới lời người thành một nơi tuyệt vọng. Một cơn bão kinh hoàng đã xuất hiện trong thế giới loài người, và nó đang dẫn thế giới tới sự diệt vong. Chỉ có một cách để cứu vãn thế giới và đó là thông qua dharma. Khi một người không đi trên con đường đúng đắn của việc rèn luyện tâm hồn, thế giới tuyệt vọng này chắc chắn sẽ bị hủy diệt. Vì thế, hãy đi theo con đường của tâm hồn và truyền bá thông điệp này tới các bạn bè của mình. Đừng bao giờ đặt ra những cản trở, sự tức giận và lòng không tin tưởng trên con đường của sứ mệnh thiền định của ta. Ta chỉ cho các người thấy con đường; các người phải tự tìm kiếm nó.
Ta sẽ trở thành như thế nào, ta sẽ làm gì, những ngày tới mọi người sẽ biết. Sự cứu rỗi loài người, sự cứu rỗi mọi chúng sinh và hòa bình trên thế giới là mục tiêu và con đường của ta. "Namo Buddha sangaya, Namo Buddha sangaya, namo sangaya." Ta đang suy ngẫm về việc giải thoát thế giới điên loạn này khỏi đại dương của xúc cảm, bằng việc giải thoát cho chúng ta khỏi sự giận dữ và cám dỗ, mà không lạc khỏi con đường phải đi dù chỉ trong một khoảnh khắc. Ta từ bỏ mình khỏi cuộc đời và gia đình mãi mãi. Ta đang làm việc để cứu vớt mọi chúng sinh. Nhưng trong thế giới điên loạn này sự nghiệp của cả cuộc đời ta chỉ được coi đơn giản như một trò giải trí đơn thuần.
Việc rèn luyện và hiến dâng của nhiều Buddhas đang hướng thế giới trở nên tốt đẹp và hạnh phúc hơn. Rèn luyện và hiến dâng là những điều cốt yếu nhưng rất khó để thực hiện. Nhưng dù vậy nó rất dễ dàng dẫn dắt sự tồn tại ngu ngốc này, con người không hiểu rằng một ngày chúng ta sẽ phải rời thế giới vô thường này và về với cái Chết. Những trách nhiệm từng có của chúng ta với bạn bè và gia đình sẽ tan biến thành hư vô. Chúng ta phải để lại phía sau tài sản và sự giàu sang mà mình đã tích cóp được.
Hạnh phúc của ta có để làm gì khi những người đã yêu mến ta từ ban đầu – mẹ ta, cha ta, anh em, họ hàng của ta – đều không hạnh phúc? Vì thế để cứu vớt mọi chúng sinh ta phải có trí tuệ của đức Phật và xuất hiện từ hang tối dưới đất để thực hiện thiền định vajra. Để làm điều này ta phải nhận ra con đường và tri thức đúng đắn, vì thế đừng làm phiền tới việc thiền định của ta. Việc thiền đích tách rời ta khỏi cơ thể, khỏi tâm hồn và khỏi sự tồn tại. Trong việc này sẽ có 72 nữ thần Kali. Các vị thần khác nhau sẽ xuất hiện, cùng với những âm thanh của sấm và "tangur", và các vị nam nữ thần trên thiên đàng sẽ thực hiện puja (thờ phụng). Vì thế cho tới khi ta thông báo đừng tới đây và hãy giải thích điều này cho những người khác. Hãy truyền bá đức tin và những thông điệp tâm hồn ra khắp thế giới. Hãy truyền bá thông điệp về thế giới hòa bình tới tất cả mọi người. Hãy tìm kiếm một con đường đúng đắn và sự sáng suốt sẽ đến với các ngươi.

Trích bài giảng thứ hai:
Những kẻ cầu nguyện Kunchu Suma – thông điệp hòa bình cho mọi chúng sinh và cho tâm hồn của nhân loại. Những lời chúc mừng cho mọi người đang tìm kiếm tâm hồn, những vị thánh, những tôn giáo và mọi tổ chức.
Sau khi tâm hồn đã ra lệnh cho ta cứu vớt nhân loại và chúng sinh của thế giới, ta đã trung thành với lời thề cứu vớt thế giới phù du khỏi đại dương xúc cảm và giải thoát thế giới khỏi những tội lỗi to lớn. Ta đã thiền định (dhyana) để giải thoát nhân loại và mọi chúng sinh. Tất cả chúng sinh muốn thoát khỏi những đau đớn và phiền muộn của thế giới. Nhưng khi sinh ra, chúng đã không được như loài người có khả năng tìm kiếm tâm hồn và được giải thoát. Chúng cũng cầu nguyện Thượng đế (bản thể/tâm hồn). Chúng hạnh phúc được ở trong thế giới này.
Con người đang tạo ra những truyền thống sẽ phá hủy toàn bộ nhân loại và chúng sinh. Dưới cái tên tôn giáo giết hại, bạo lực, giận dữ, ghen tuông và sự chia rẽ đang được khuyến khích. Chỉ có một bản thể; tâm hồn chỉ có một hình thức; linh hồn của mọi người đều như nhau; chỉ truyền thống và phong tục là khác biệt. Luôn đi theo con đường của sự khoan dung, lòng thương, không bạo lực, hòa bình; đây là thông điệp ta muốn truyền đạt tới xã hội của chúng ta và mọi người trên thế giới.
Tâm hồn đích thực, tâm hồn thực sự của con người, sẽ luôn tìm kiếm sự thực. Việc tìm kiếm sự thực là cách duy nhất có lợi cho con người. Dù có sự hiện diện của hàng ngàn cách thức, những sự hỗn loạn, lòng ham danh, sự quyến luyến, giận dữ và ghen tức đã giam hãm xã hội của chúng ta và nhân loại. Theo cách này thế giới sẽ tiến tới sự hủy diệt. Vì thế, bây giờ là lúc để mọi người trên thế giới nghĩ về nó. Con người đừng bao giờ quên trách nhiệm tâm hồn tối thượng của mình và xã hội của họ. Hãy kiềm chế khỏi việc giết chóc, bạo lực, hám danh lợi, ghen tức, quyến luyến và những tính ma quỷ khác. Hãy nhỏ những giọt nước mắt thương xót và khoan dung; cho thế giới thấy con đường của sự cứu rỗi.
Sau khi chúng ta chết sẽ rất khó để được quay về làm người một lần nữa. Mọi người nghĩ rằng chúng ta không tái sinh sau khi chết. Không, chúng ta được sống làm người nhờ công nghiệp đạo đức của mình. Hiện giờ thế giới bị cai trị bởi ba hình thức. Hình thức thứ nhất là tham danh lợi, thứ hai là giận dữ, thứ ba là quyến luyến và ghen tức. Hãy để mọi truyền thống tôn giáo thay đổi. Tất cả những người theo tôn giáo đầu tiên cần tìm ra sự thực và bằng cách mở rộng lòng khoan dung, trắc ẩn, không bao lực và hòa bình trong trái tim họ họ cần làm thế giới tốt đẹp hơn theo cách của sự cứu rỗi. Ta sẽ tiếp tục suy ngẫm và thiền định cho việc cứu rỗi chúng sinh bằng cách tập trung vào con đường sáng suốt cho tới khi ta tìm thấy hình thức cao nhất của sự khai sáng, Samyak Sambodhi. Kính chào hình thức cao nhất của sự khai sáng và cầu chúc hòa bình tới tất cả mọi người.

## Nhịn ăn
Có vẻ Bomjon không ngừng việc thiền định để ăn hay uống.
Những người hoài nghi nói rằng những tuyên bố về việc có thể sống được sau nhiều tháng nhịn ăn là không thể có thật bởi thỉnh thoảng vào buổi sớm và chiều tối mọi người không thấy cậu; họ cũng cho rằng bên cạnh việc thiếu bằng chứng, những kỳ công như vậy là không thể có thực về mặt thể chất. Bomjon được quan sát thấy ngồi ở dưới cây ít nhất trong khi trời sáng, dù không ai được phép tới quá gần. Dưới những hoàn cảnh như vậy, cậu có thể ăn vào buổi đêm khi không ai có thể chứng kiến việc đó.
Một số người ủng hộ tin rằng những tuyên bố về inedia (ăn mất ngon) ít thích đáng hơn khả năng không thể tranh cãi Bomjon trong việc ngồi hầu như bất động tại cùng một vị trí ngày này qua ngày khác, mà không cần quan tâm tới những điều kiện thời tiết cực đoan như gió lạnh và mưa. Ví dụ, tác gia Mỹ George Saunders đã tới thăm Bomjon và quan sát cậu một đêm và rất ấn tượng về sự im lìm như tượng của Bomjon, thậm chí là vào buổi tối khi ông cảm thấy trời rất lạnh dù mặc nhiều quần áo.
Tháng 12 năm 2005, một ủy ban của chính phủ gồm chín người dưới sự lãnh đạo của Gunjaman Lama đã cẩn thận quan sát Bomjon trong 48 giờ và nhận thấy cậu không hề năm hay uống trong thời gian đó. Một video cũng đã được quay từ khoảng cách 3 mét. The Nepali government planned a more careful scientific study, but the study was never carried out.
Năm 2006, Discovery Channel chiếu một phim tài liệu 45 phút với tựa đề The Boy With Divine Powers. Một trong những mục đích là xem liệu Ram có thực không cần tới mọi nhu cầu sinh tồn, gồm cả nước, bằng cách quay phim liên tục trong bốn ngày đêm. Trong lần thực hiện đầu tiên, vào tháng 1 năm 2006, đoàn làm phim bị yêu cầu ở bên ngoài hàng rào thép gai bảo vệ, và camera hồng ngoại của họ không thu được bằng chứng việc có một cơ thể người ở dưới gốc cây nơi Bomjon ngồi khi họ quay liên tục. Tuy nhiên, trong lần thực hiện thứ hai vài tuần sau đó, đoàn làm phim đã quay được Ram trong suốt 96 giờ, cả ngày và đêm, trong thời gian đó cậu không thay đổi tư thế và không hề uống cũng như ăn. Người bình luận của Discovery Channel kết luận: "Sau 96 giờ quay phim, Ram đã đánh bại khoa học hiện đại bằng cách tiếp tục việc thiền định và vẫn còn sống."
Theo các nhà khoa học trong bộ phim tài liệu này, một người bình thường sẽ chết vì hỏng thận sau bốn ngày không uống nước (dù những trường hợp nhịn ăn trong cả một tuần đã được quan sát thấy trước đó). Ram không cho thấy những dấu hiệu suy giảm thể chất thông thường do việc mất nước gây ra. Một cuộc điều tra kỹ hơn của nhóm làm phim quanh khu vực cây nơi Ram ngồi cho thấy không có các ống dẫn nước hay thực phẩm.
Năm 2008, Min Bahadur Shakya thuộc Nagarjuna Institute of Exact Methods tại Kathmandu, nói rằng các tu sĩ Phật giáo vẫn chưa theo dõi Ram.

## Tái xuất hiện trong rừng Ratanpuri
Ngày 10 tháng 11 năm 2008, Bomjon tái xuất hiện và ban phước cho xấp xỉ 400,000 người hành hương trong 12 ngày tại khu rừng Ratanpuri xa xôi, 150 km (93 mi) đông nam Kathmandu, gần Nijgadh. Tóc của cậu dài tới vai và người được quấn một tấm vải trắng. Cậu thực hiện hai bài giảng trong đó hối thúc mọi người nhận ra lòng trắc ẩn trong tim mình, và sự liên kết lẫn nhau của mọi người qua linh hồn toàn trọn.

## Không xuất hiện năm 2009 tại Gadhi Mai Mela
Palden Dorje đã có kế hoạch thực hiện ban phước ngày 18–23 tháng 11 năm 2009 tại địa điểm Gadhi Mai Mela, một lễ hội tôn giáo Hindu nơi hàng trăm ngàn con vật bị hiến tế, điều Bomjon đã lên án. Tuy nhiên, vì cái gọi là 'các lý do an ninh', các thầy tu đã không bố trí địa điểm cho cậu.

## Những tranh cãi
BBC đã trích dẫn một tờ báo địa phương Nepal tuyên bố rằng Bomjon đã thừa nhận tát một số dân làng địa phương sau khi bị họ tấn công thể chất ngày 22 tháng 7 năm 2010. Theo những tuyên bố này, vụ việc xảy ra tại quận Bara và cảnh sát đã tiến hành điều tra sau mười bảy lời phàn nàn. Bomjon được cho là đã nói rằng những người dân địa phương đã quấy rối việc thiền định của mình bằng cách trèo lên bệ, bắt chước cậu và định cư xử thô bạo với cậu và "vì thế đã buộc phải đánh họ". Theo tờ báo, cậu tuyên bố mình tát họ "hai hay ba lần", trong khi những người kia cho rằng họ bị tấn công nghiêm trọng hơn. Bomjon đã nhịn ăn từ trước vụ việc này.
Một phụ nữ người Slovakia bị những người theo Ram Bahadur Bomjon bắt giữ trong ba tháng đã được thả ngày 25 tháng 3 năm 2012.

### Những bài báo về sự mất tích của Bomjon
- Missing 'Teen Buddha' Comes Back Armed[liên kết hỏng] - (The Himalayan Times) Monday, ngày 25 tháng 12 năm 2006
- Buddha Boy disappears Lưu trữ ngày 11 tháng 5 năm 2007 tại Wayback Machine
- Jungle search for teenage 'Buddha' (CNN/Associated Press) Saturday, ngày 11 tháng 3 năm 2006; Posted: 11:31 p.m. EST (04:31 GMT)
- Nepal's pilgrims pray for return of 'Buddha boy' Lưu trữ ngày 18 tháng 6 năm 2006 tại Wayback Machine report of 'sighting'; 'Guru Mother's prediction
- Prayers for Nepal's missing 'Buddha Boy' Lưu trữ ngày 16 tháng 6 năm 2006 tại Wayback Machine Nothing new but well-written
- Boy returns
- Same as previous story but with new picture of troops in the compound
- Devotees claim Nepal's missing Buddha Boy found Lưu trữ ngày 8 tháng 1 năm 2007 tại Wayback Machine
- A few more details of his rediscovery Lưu trữ ngày 6 tháng 9 năm 2008 tại Wayback Machine
- NPR interview with GQ writer The writer went to observe Bomjon and was deeply affected